# 4129-es mellékút (Magyarország)
A 4129-es számú mellékút egy közel 30 kilométer hosszú, négy számjegyű országos közút Szabolcs-Szatmár-Bereg vármegye keleti részén; Penyige és Tiszabecs között húzódik, a köztük elterülő néhány, az ukrán határ közelében vagy közvetlenül amellett fekvő település feltárásával.

## Nyomvonala
Penyige központjában ágazik ki a 491-es főútból, kevéssel annak a 14. kilométere után, északkelet felé, Kossuth utca néven. Mintegy 800 méter után hagyja el a lakott területet, és bő 2 kilométer után szeli át Kömörő határát. E község első házait a 3. kilométere közelében éri el, ott szintén a Kossuth utca, majd az északi falurészben a Dózsa utca nevet viseli. 4,5 kilométer után már ismét külterületek közt halad, kevéssel a 6. kilométere előtt pedig eléri Túristvándi déli határszélét.
Egy darabig a határvonalat kíséri, majd bő 600 méter után teljesen Túristvándi területére lép; ott többször is változtatja irányát. A lakott terület déli szélét 8,2 kilométer után éri el és a Zrínyi utca nevet veszi fel, ezen a néven szeli át az Öreg-Túr folyását is. Néhány lépéssel ezután, a következő nagyobb iránytörésénél – a 9. kilométerénél – kiágazik belőle északnyugat felé, Szatmárcseke irányába a 41 125-ös számú mellékút, a 4129-es neve pedig innét Rákóczi utca, a község keleti részén pedig Kölcsey utca. Így hagyja el a belterület északi szélét is, a 10+750 kilométerszelvénye közelében.
13,2 kilométer után elhalad Túristvándi, Szatmárcseke és Kölcse hármashatára mellett, és szinte ugyanott kiágazik belőle a 4131-es út ez utóbbi település felé. Kölcsét az út ennél jobban nem érinti, innen egy rövid szakaszon szatmárcsekei külterületen vezet – ott torkollik bele vissza a 41 125-ös út –, kevéssel 14,8 kilométer elérése előtt pedig átlép Tiszakóród területére és átszeli a Túr főágát. A 17. kilométere után halad el Újkóródtanya településrész mellett, majd a 18. és 21. kilométerei között halad végig a település központján, több irányváltással, előbb Rákóczi utca, majd Dózsa utca néven.
22,2 kilométer után éri el Tiszacsécse határszélét, ott keresztez egy kisebb vízfolyást, majd be is lép a lakott területre. Kossuth utca néven húzódik végig a falun, melynek belterületét a 24. kilométere táján hagyja el, nem sokkal ezután pedig már Milota határát keresztezi. 25,1 kilométer után éri el e község házait, melyek között előbb Móricz Zsigmond utca, a központban Vörösmarty Mihály utca, a keleti falurészben pedig Ady Endre utca néven folytatódik. 27,6 kilométer után hagyja el Milota lakott területét, alig fél kilométerrel arrébb pedig eléri az útjába eső utolsó település, Tiszabecs határát.
Tiszabecs belterületére nagyjából 28,4 kilométer után lép be, kelet-délkeleti irányban haladva, a neve ott Milotai utca lesz. A 29. kilométere előtt egy elágazáshoz ér: kelet-északkelet felől a 4143-as út torkollik bele, 34 kilométer után, a 4129-es pedig délnyugati irányba fordul, Honvéd utca néven. Mintegy 6-700 méternyi szakaszon húzódik még belterületen, majd elhagyja a település délnyugati szélét és kevéssel ezután véget is ér, visszatorkollva a 491-es főútba, annak 35+550 kilométerszelvénye közelében.
Teljes hossza, az országos közutak térképes nyilvántartását szolgáló kira.gov.hu adatbázisa szerint körülbelül 29,395 kilométer.

## Települések az út mentén
- Penyige
- Kömörő
- Túristvándi
- (Kölcse)
- (Szatmárcseke)
- Tiszakóród
- Tiszacsécse
- Milota
- Tiszabecs